# Аврелия Йовина
Вижте пояснителната страница за други личности с името Аврелия.
Аврелия Йовина (на латински: Aurelia Jovina) е римска благородничка от Древен Рим w началото на 4 век.

## Произход
Произлиза от фамилията Аврелии.

## Фамилия
Аврелия Йовина се мъжва за Луций Тураний Хонорат, син на Луций Тураний Венуст Грациан (претор около 300 г.), внук на Луций Тураний Грациан (240 – 291) и на Венуста и правнук на Луций Тураний Грациан Криспин Луцилиан (* 215). Те имат децата:
- Турения Хонората (* 325), съпруга на Аниций Авхений Бас (praefectus urbi на Рим, 382 – 383 г.)
  - Аниций Авхений Бас (консул, 408 г.), баща на
    - Аниций Авхений Бас, консул 431 г.
    - Тирания Аниция Юлиана, майка на
      - Аниция Фалтония Проба, майка на
        - Аниций Петроний Проб
        - Флавий Аниций Хермогениан Олибрий
        - Флавий Аниций Пробин
        - Аниция Проба